# Stéphane Beau
Cet article possède un paronyme, voir Stéphane Beaud.
Pour les articles homonymes, voir Beau.
Stéphane Beau est un auteur et biographe français né le 26 janvier 1968. Il a animé la revue Le Grognard de 2007 à 2012. Il a été membre de l'Association des Romanciers Nantais et collaborateur régulier des éditions du Petit véhicule.